# Élections législatives japonaises de 1996
Les 41e élections de la Chambre des représentants du Japon, la chambre basse et la plus importante des deux chambres formant la Diète, se tinrent le 20 octobre 1996. Le premier ministre sortant Ryūtarō Hashimoto à la tête du coalition rassemblant le Parti libéral-démocrate, le Parti social-démocrate, et le Nouveau parti pionnier, remporta les élections.
Ces élections étaient les premières à se dérouler depuis la réforme électorale de 1993, qui introduisit le vote unique non transférable, des circonscriptions à vote uninominal, et quelques sièges distribués selon le principe de la représentation proportionnelle. Auparavant, chaque circonscription était représentée par plusieurs membres, parfois issus du même parti, ce qui était la source de compétition à l'intérieur même des partis. Avec ces nouvelles règles, chaque circonscription ne compte qu'un représentant. Un scrutin proportionnel de liste fut également introduit afin de laisser aux électeurs la possibilité de voter pour un parti, en plus de voter pour un individu, ainsi que d'améliorer la représentativité de la Chambre des représentants.
La coalition sortante remporta une courte majorité lors de ces élections. Le Parti social-démocrate et le Nouveau parti pionnier perdant quasiment tous leurs sièges au profit du Parti libéral-démocrate, avec lequel il avait formé des alliances électorales.

## Résultats
|                          |                                  |                  |                  |                  |                  |                  |                  |        |               |
| Parti politique          | Parti politique                  | Circonscriptions | Circonscriptions | Circonscriptions | Scrutin de liste | Scrutin de liste | Scrutin de liste | Total  | Total         |
| Parti politique          | Parti politique                  | Votes            | %                | Sièges           | Votes            | %                | Sièges           | Sièges | +/-           |
|                          | Parti libéral-démocrate          | 21 836 096       | 38,63            | 169              | 18 205 955       | 32,76            | 70               | 239    | 16            |
|                          | Shinshintō                       | 15 812 326       | 27,97            | 96               | 15 580 053       | 28,04            | 60               | 156    | —             |
|                          | Parti démocrate du Japon         | 6 001 666        | 10,62            | 17               | 8 949 190        | 16,10            | 35               | 52     | —             |
|                          | Parti communiste japonais        | 7 096 766        | 12,55            | 2                | 7 268 743        | 13,08            | 24               | 26     | 11            |
|                          | Parti social-démocrate           | 1 240 649        | 2,19             | 4                | 3 547 240        | 6,38             | 11               | 15     | —             |
|                          | Nouveau Parti pionnier           | 727 644          | 1,29             | 2                | 582 093          | 1,05             | 0                | 2      | 11            |
|                          | Parti des réformes démocratiques | 149 357          | 0,26             | 1                | 18 844           | 0,03             | 0                | 1      | —             |
|                          | Autres                           | 1 155 108        | 2,04             | 0                | 1 417 077        | 2,55             | 0                | 0      | en stagnation |
|                          | Indépendants                     | 2 508 810        | 4,44             | 9                |                  |                  |                  | 9      | 21            |
|                          |                                  |                  |                  |                  |                  |                  |                  |        |               |
| Suffrages exprimés       | Suffrages exprimés               | 56 528 422       | 97,02            |                  | 55 569 195       | 95,42            |                  |        |               |
| Votes blancs et nuls     | Votes blancs et nuls             | 1 734 508        | 2,98             | 2 670 219        | 4,58             |                  |                  |        |               |
| Total                    | Total                            | 58 262 930       | 100              | 300              | 58 239 414       | 100              | 200              | 500    | 11            |
| Abstention               | Abstention                       | 39 417 789       | 40,35            |                  | 39 441 305       | 40,38            |                  |        |               |
| Inscrits / participation | Inscrits / participation         | 97 680 719       | 59,65            | 97 680 719       | 59,62            |                  |                  |        |               |
| Source                   |                                  |                  |                  |                  |                  |                  |                  |        |               |